# 4248 Ranald
4248 Ranald este un asteroid din centura principală, descoperit pe 23 aprilie 1984 de Alan Gilmore și Pamela Kilmartin.